# Siikajärvi (sjö i Finland, Lappland, lat 68,78, long 25,53)
Siikajärvi är en sjö i Finland. Den ligger i kommunen Enare i landskapet Lappland, i den norra delen av landet, 1 000 km norr om huvudstaden Helsingfors. Siikajärvi ligger 225,2 meter över havet. Arean är 12,8 hektar och strandlinjen är 3,5 kilometer lång. Sjön  ingår i Pasvik älvs huvudavrinningsområde. 